# Cernadilla
Cernadilla település Spanyolországban,  Zamora tartományban. Cernadilla Manzanal de los Infantes, Mombuey, Manzanal de Arriba és Asturianos községekkel határos. Lakosainak száma 110 fő (2024).

## Népesség
A település népessége az utóbbi években az alábbiak szerint változott:
| Lakosok száma | 179  | 178  | 179  | 160  | 163  | 147  | 124  | 114  | 109  | 110  |
|               | 2001 | 2004 | 2007 | 2009 | 2012 | 2014 | 2017 | 2019 | 2022 | 2024 |